# Folkestad, Telemark
Folkestad este o localitate din comuna Bø, provincia Telemark, Norvegia, cu o suprafață de 0,65 km² și o populație de 404 locuitori (2013).